# Gymnopleurus virens
Gymnopleurus virens là một loài bọ cánh cứng trong họ Bọ hung (Scarabaeidae).